# Velveeta
Velveeta è un marchio di formaggio a pasta fusa della Kraft Foods.

## Storia
Il Velveeta fu inventato nel 1918 da Emil Frey della Monroe Cheese Company a Monroe, nello stato di New York. Nel 1923 la Velveeta Cheese Company divenne una società indipendente mentre, nel 1927, fu acquistata dalla Kraft Foods. Negli anni 1930, Velveeta divenne il primo prodotto caseario ad ottenere il sigillo di approvazione dell'American Medical Association. Negli anni trenta fu venduto in Germania con il nome alternativo "Velveta". Nel 1953 l'alimento venne classificato "formaggio spalmabile".
Durante gli anni 1980, il marchio fu promosso con il jingle pubblicitario, Colby, Swiss and Cheddar, blended all together ("Colby, formaggio svizzero e Cheddar, tutti mescolati assieme") nei suoi spot televisivi statunitensi (all'epoca, Velveeta veniva prodotto con vero formaggio). Nel 2002 la Food and Drug Administration (FDA) accusò la Kraft Foods di aver spacciato la Velveeta per una "crema di formaggio spalmabile". A partire dallo stesso anno, il Velveeta viene etichettato negli USA come un "prodotto di formaggio pastorizzato". Oggi il prodotto rientra fra i "prodotti a base di formaggio preparato pastorizzato", un termine per il quale la FDA non mantiene uno standard di identità e che pertanto può contenere del concentrato di proteine del latte.

## Caratteristiche
Il Velveeta rientra nella categoria dei formaggi a pasta fusa e presenta una consistenza morbida e liscia. Il Velveeta contiene latte, acqua, siero di latte, concentrato di proteine del latte, grasso di latte, concentrato di proteine del siero di latte, fosfato di sodio, 2% o meno di sale, fosfato di calcio, acido lattico, acido sorbico, citrato di sodio, alginato di sodio, enzimi, apocarotenale, annatto e colture di avviamento del formaggio. L'azienda vende la Velveeta dichiarando che è un prodotto ideale per preparare alimenti come il chile con queso e i panini grigliati al formaggio.